# Paola Sambo
Paola Sambo (Trieste, 14 giugno 1962) è un'attrice italiana.

## Biografia
Nata a Trieste nel 1962, diplomata all’Istituto statale d’arte, si avvicina alla recitazione frequentando il Teatro Incontro di Spiro Dalla Porta Xidias. A 19 anni lascia famiglia e città e si trasferisce a Bologna per frequentare la scuola di Teatro di Alessandra Galante Garrone; si diplomerà nel 1984, anno in cui supera le selezioni per entrare all’Istituto Nazionale del Dramma Antico di Siracusa, città in cui vivrà i successivi due anni portando a termine il primo corso biennale dell’INDA, sotto la direzione di Giusto Monaco. 
Debutta a Gibellina con Ciaveddu nel 1985, ci ritornerà l’anno dopo con Il ratto di Proserpina di Rosso Di San Secondo diretta da Guido De Monticelli (integralmente trasmesso dalla Rai nel 1987) e lavorerà con il Dramma Antico a Siracusa e Segesta nei classici di Sofocle, Euripide, e Terenzio (Antigone, Il Ciclope, Le Madri, Eunucus), tra il 1986 ed il 1987.
Si trasferisce quindi a Roma dove lavorerà con le autrici e registe Emanuela Giordano, Maddalena De Panfilis; studia canto e fisarmonica alla Scuola popolare di musica di Testaccio, e qui conosce Giovanna Marini, che musica lo spettacolo Paesaggi dopo la battaglia, di David Riondino con cui è in tournée dal 1990, e sul palco del Teatro Ariston per Premio Tenco nel 1991.
Nel 1992 inizia a lavorare in duo con Gloria Sapio, con la quale compone e mette in scena, assieme al pianista Silvestro Pontani, una serie di “musical da camera”: Il bacio a mezzanotte, La radio a galena, Cosettina (menzionato agli Ubu) e tanti altri: il più recente è Sotto il nostro cielo (2011).
Lavora con Patrick Rossi Gastaldi (La Habalera, 1996; Footloose, 2006) e con Giancarlo Sepe (con cui inizierà anche un lungo percorso formativo, oltre ad essere da lui diretta in e ballando...ballando 1998, Notte bianca per Samuel Beckett 2006 a Palazzo Altemps, Shakespearelow 2008).
Nel 2001 viene scelta da Phyllis Nagy per interpretare Anne, protagonista femminile di Never Land; lo spettacolo andrà in scena con la regia della stessa autrice (protagonista maschile Andrea Tidona) alle scuderie Farnese di Caprarola.
Nel 2007 incontra Luciano Melchionna con cui lavora in Dignità autonome di prostituzione, in Piccole stanze di dignità omosessuale (edizione speciale pensata per la rassegna Garofano Verde), e, con Carolina Crescentini (poi sostituita da Marina Rocco), Lucia Mascino e Giorgia Trasselli, in Quelle due ovvero la calunnia tratto dal romanzo di Lillian Hellman.
Il primo ruolo di rilievo sullo schermo è nel 2010 con Tiberio Mitri - Il campione e la miss di Angelo Longoni, dove interpreta la madre di Mitri; di seguito: L'ultimo colpo, episodio di Don Matteo 9, Tutti pazzi per amore 3, Che Dio ci aiuti 3, Il paradiso delle signore.
Nel 2012 è la protagonista unica dello spot Italia, un'altra storia per il Convegno Nazionale Giovani Democratici, di Stefano Gianfreda e Daniele Napolitano.
È Eva Richter, la veggente, nell’episodio La Transazione de Il giovane Montalbano 2, regia di Gianluca Maria Tavarelli e partecipa alla serie Non uccidere 2 pubblicata in anteprima da RaiPlay il 21 dicembre 2018, e poi trasmessa da Rai Premium dal 19 gennaio 2019.
Lavora con Margarethe von Trotta in La fuga di Teresa e con Edoardo Leo in Che vuoi che sia.
Nel 2016 vince il premio "Polla in corto" come miglior attrice protagonista con il cortometraggio Switch di Santa De Santis e Alessandro D’Ambrosi.

## Filmografia

### Cinema
- Il sogno della farfalla, regia di Marco Bellocchio (1994)
- La bruttina stagionata, regia di Anna Di Francisca (1996)
- Che vuoi che sia, regia di Edoardo Leo (2016)
- Il testimone invisibile, regia di Stefano Mordini (2018)
- Fino ad essere felici, regia di Paolo Cipolletta (2021)
- Si vive una volta sola, regia di Carlo Verdone (2021)
- Lovely Boy, regia di Francesco Lettieri (2021)
- Occhiali neri, regia di Dario Argento (2022)
- Beata te, regia di Paola Randi (2022)
- Conversazioni con altre donne, regia di Filippo Conz (2023)
- Amen, regia di Andrea Baroni (2023)
- Poveri noi, regia di Fabrizio Maria Cortese (2025)

### Cortometraggi
- Switch, regia di Santa De Santis e Alessandro D'Ambrosi (2015)
- Per Maria, regia di Francesco Gabbrielli (2017)
- Interno 10, regia di Riccardo Filippini (2024)

### Televisione
- B.A.R.Z. – sitcom (2007)
- Don Matteo 6, regia di Fabrizio Costa – serie TV, episodio 6x13 (2008)
- Tiberio Mitri - Il campione e la miss regia di Angelo Longoni – miniserie TV (2011)
- Tutti pazzi per amore – serie TV, episodio 3x20  (2011)
- Mai per amore – miniserie TV, episodio La fuga di Teresa, regia di Margarethe von Trotta (2012)
- Don Matteo 9, regia di Monica Vullo – serie TV, episodio 9x09 (2014)
- Che Dio ci aiuti 3 – serie TV, episodio 3x11 (2014)
- Il giovane Montalbano – serie TV, episodio 2x04 (2015)
- Il paradiso delle signore – soap opera, 15 puntate (2015-2017)
- Un passo dal cielo 4 – serie TV (2017)
- Non uccidere – serie TV, episodio 2x18 (2018)
- La guerra è finita, regia di Michele Soavi – miniserie TV (2020)
- Che Dio ci aiuti 6 – serie TV, episodio 6x09 (2021)
- Chiamami ancora amore, regia di Gianluca Maria Tavarelli – miniserie TV, 3 episodi (2021)
- Luce dei tuoi occhi, regia di Fabrizio Costa – serie TV, episodio 1x03 (2021)
- Vita da Carlo – serie TV, episodio 1x03 (2021)[14]
- Fiori sopra l'inferno - I casi di Teresa Battaglia, regia di Carlo Carlei – serie TV, episodi 1x04-1x06 (2023)
- A casa tutti bene - La serie, regia di Gabriele Muccino – serie TV, episodi 2x01-2x06 (2023)
- Eppure cadiamo felici, regia di Matteo Oleotto – miniserie TV (2023)
- Those About to Die, regia di Roland Emmerich e Marco Kreuzpaintner – miniserie TV (2024)
- Stucky, regia di Valerio Attanasio – serie TV, episodio 1x02 (2024)

### Videoclip
- Qualcosa di nuovo di Max Pezzali, regia di Gianluca Leuzzi  (2020)
- La terza stagione di Dark de La Municipàl, regia di Giacomo Spaconi e Claudia Nanni (2021)
- Se io fossi come te cambierei il mondo de La Municipàl, regia di Giacomo Spaconi e Claudia Nanni (2021)

## Teatro
- Ciaveddu, di Salvatore Fiume, regia di Melo Freni, Gibellina (1985)
- Il ratto di Proserpina, di Rosso di San Secondo, regia di Guido De Monticelli (1986)
- Le madri, di Euripide, regia di Giancarlo Sbragia (1986)
- Antigone, di Sofocle, regia di Walter Pagliaro (1986)
- Eunuco di Terenzio, regia di Melo Freni, Segesta (1987)
- Il Ciclope di Euripide, regia di Giancarlo Sammartano, Segesta (1987)
- Riso rosa, di e con Maddalena De Panfilis e Dodi Conti (1990)
- Cuori sconosciuti, di e con Maddalena De Panfilis ed Emanuela Giordano, regia di Emanuela Giordano (1990)
- Grazie dei fiori, di e con Maddalena De Panfilis ed Emanuela Giordano (1990)
- Paesaggi dopo la battaglia, di e con David Riondino (1990-1991)
- Premio Tenco, con David Riondino (1991)
- Un bacio a mezzanotte, di e con Paola Sambo e Gloria Sapio (1992)
- La radio a galena, di e con Paola Sambo e Gloria Sapio (1994)
- Les Soeurs Lumiere, di e con Paola Sambo e Gloria Sapio (1995)
- L'Habalera, di Cinzia Gangarella e Ida Bassignano, regia di Patrick Rossi Gastaldi (1996)
- Uno spicchio di luna, regia di Paola Sambo e Gloria Sapio (1997-2000)[15]
- Peg e Gracies dos lesbos, di Terry Baum e Carolyn Myers, regia di Paola Sambo e Gloria Sapio (1998-2000)
- E ballando ballando..., regia di Giancarlo Sepe (1998-2001)
- Piccole donne, di e con Paola Sambo e Gloria Sapio (2000)
- Cosettina, di e con Paola Sambo e Gloria Sapio (2000-2002) - segnalato ai premi UBU
- Never Land, di Phyllis Nagy, regia di Phyllis Nagy (2001)
- Barblu, di e con Paola Sambo e Gloria Sapio (2002)
- Il piano ha bevuto, di e con Paola Sambo e Gloria Sapio (2002-2005)
- Wanda no!, di Maddalena De Panfilis, regia di Maddalena De Panfilis (2003)[16]
- Come un varietà, di F. Sala. P. Sambo, G. Sapio, V. Pornaro, regia di Francesco Sala, Todi Festival (2004)
- Footloose, musical, regia di Christopher Malcom e Patrick Rossi Gastaldi (2004-2006)
- Donne, di Adriana Martino, regia di Adriana Martino (2006)
- Rapsodia Quartet per carrozze e lampade a gas, di e con P. Bonesi, M. Repetto, P. Sambo e G. Sapio (2006)
- Notte bianca Samuel Beckett, regia di Giancarlo Sepe], Palazzo Altemps (2006)
- I giganti della montagna, di Luigi Pirandello, regia di Giovanni Spadola (2006-2007)
- Dignità Autonome di Prostituzione, di Betta Cianchini e Luciano Melchionna, regia di Luciano Melchionna (2007-2017)
- La donna mancina, di Adriana Martino, regia di Adriana Martino (2008-2010)
- The Women, di Clare Boothe Luce, regia di Carlotta Corradi (2008-2010)
- Shakespeare Low, di Giancarlo Sepe, regia di Giancarlo Sepe (2008-2010)
- Piccole stanze di dignità omosessuale, testo e regia di Luciano Melchionna (2010)
- Viva l'Italia, regia di Fabrizio Angelini, Trieste (2011)
- Sotto il nostro cielo, di Paola Sambo, regia di Paola Sambo e Gloria Sapio (2011)
- Lipstick, di Carlotta Corradi, regia di Carlotta Corradi (2011)
- Nell'esercizio delle sue funzioni, curato e diretto da Angelo Longoni (2012)
- Quelle due - ovvero La calunnia, di Lillian Hellman, regia di Luciano Melchionna, Teatro Belli di Roma (2012)
- Così è (se vi pare), di Luigi Pirandello, regia di Michele Placido (2012-2013)
- Arancia Meccanica di Anthony Burgess, regia di Gabriele Russo (2014-2016)
- Il Giocatore di Dostoevskji, adattamento di Vitaliano Trevisan, regia di Gabriele Russo (2017-2019)[17]
- L'ultimo Decamerone, da Giovanni Boccaccio, di Stefano Massini, regia di Gabriele Russo, produzione Fondazione Teatro di Napoli - Teatro Bellini e Fondazione Teatro di San Carlo (2018)[18]
- Stranieri di Antonio Tarantino, regia di Gianluca Merolli (2018-2019)[19][20][21]
- Processo a Gesù, di Diego Fabbri, regia di Geppy Gleijeses (2020)
- Testimone d'accusa di Agatha Christie, regia di Geppy Gleijeses (2022)

## Riconoscimenti
- Premio Polla in Corto migliore attrice protagonista con il cortometraggio Switch (2016)